# Mère héroïque du Vietnam

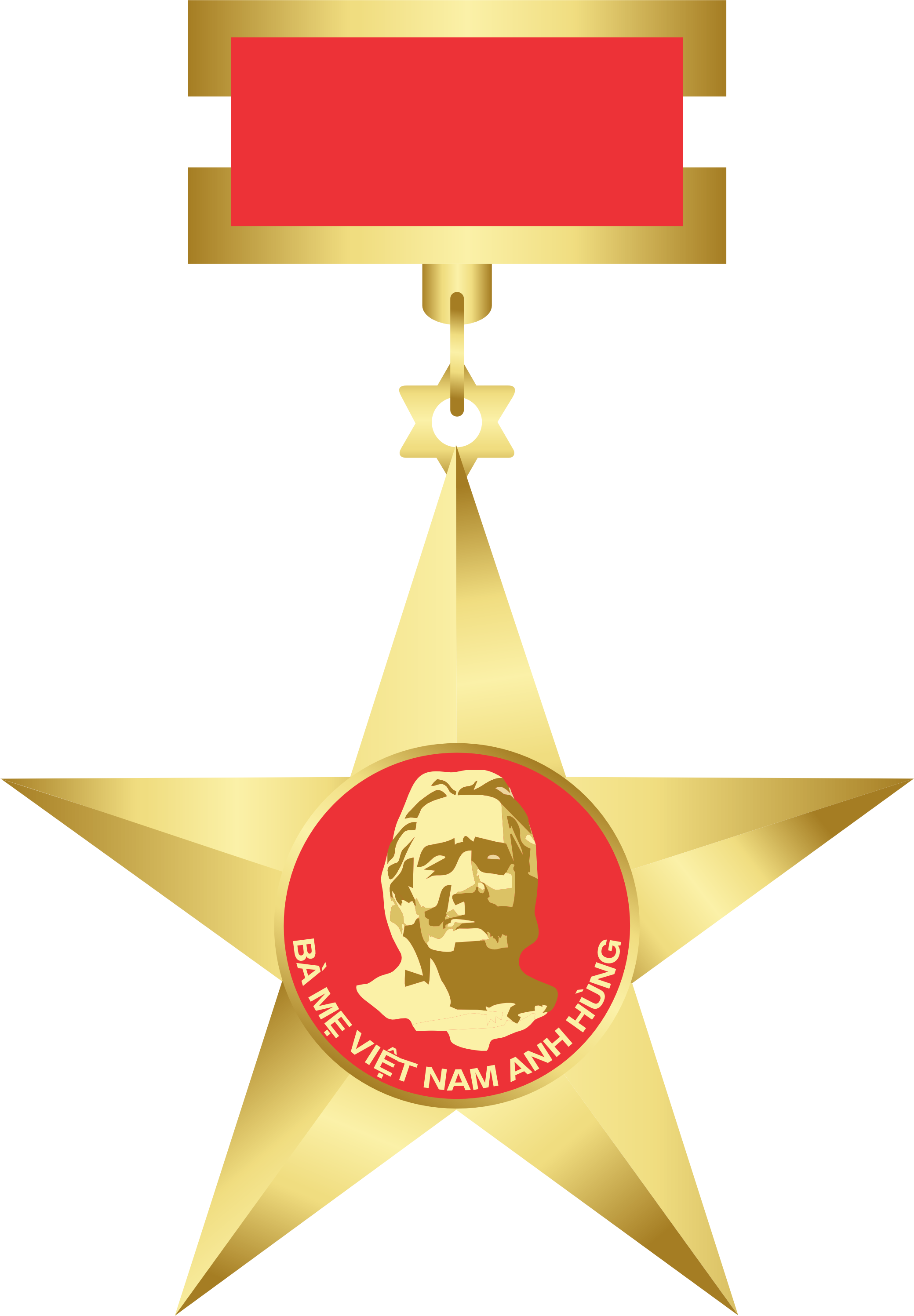

La Mère héroïque du Viêt Nam (vietnamien : Bà mẹ Việt Nam anh hùng) est le titre honorifique, au Viêt Nam, décerné (directement ou à titre posthume) aux mères ayant fait de nombreuses contributions ou/et sacrifices pour la cause de la libération nationale, la construction et la défense du pays.

## Histoire
La considération d'attribution du titre Mère héroïque du Viêt Nam doit se conformer aux règlements du Comité permanent de l'Assemblée nationale.